# Alec Mildren
Alec Mildren, né le 19 août 1915 et mort en 1998, est un pilote automobile australien en activité de 1938 à 1961, puis propriétaire de l'écurie Alec Mildren Racing.

## Pilote
Mildren commence sa carrière de pilote dans une Austin en 1938 et pilote ensuite diverses voitures : une Singer, une Ford Special, une MG TB et deux Riley. Celles-ci sont suivies par une série de Coopers, Mildren se classant deuxième aux championnats australiens des pilotes de 1958 et de 1959. Une Cooper T51 équipée d'un moteur Maserati fait campagne en 1960, Mildren remportant le Grand Prix d'Australie de 1960 et le Championnat des pilotes d'Australie de 1960.
Alec Mildren prend sa retraite de pilote automobile en 1961.

### Résultats
| Saison | Championnat                         | Position | Voiture                                               | Entrant            |
| 1957   | Championnat d'Australie des pilotes | 10ème    | Cooper T20 Bristol Cooper T41 Coventry Climax         | AG Mildren         |
| 1958   | Championnat d'Australie des pilotes | 2ème     | Cooper T43 Coventry Climax                            | AG Mildren Pty Ltd |
| 1959   | Championnat d'Australie des pilotes | 2ème     | Cooper T43 Coventry Climax Cooper T45 Coventry Climax | AG Mildren Pty Ltd |
| 1960   | Championnat d'Australie des pilotes | 1er      | Cooper T51 Maserati                                   | AG Mildren Pty Ltd |
| 1961   | Championnat d'Australie des pilotes | 5ème     | Cooper T51 Maserati                                   | AG Mildren Pty Ltd |

## Alec Mildren Racing

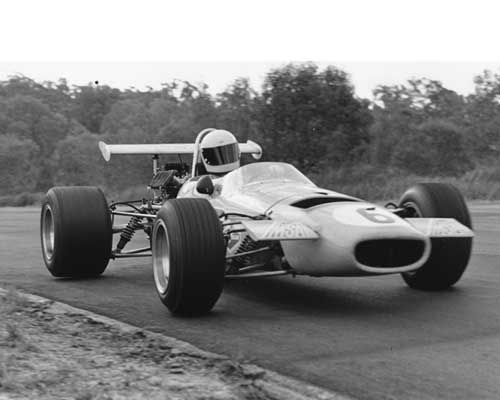
Max Stewart dans l'Alec Mildren Racing (Mildren Waggott) en 1971

Fin 1963, Mildren annonce la création de l'équipe Alec Mildren Racing. L'équipe rencontre un certain succès dans les courses d'endurance australiennes, remportant le Sandown 6 Hour International de 1964, la Course Internationale de 6 heures de voitures de tourisme de 1965 et les Surfers Paradise Four Hour de 1967 avec Alfa Romeo. Kevin Bartlett remporte le championnat australien des pilotes 1968 dans une Brabham engagée par Alec Mildren Racing et le championnat australien des pilotes 1969 dans la Mildren Mono de l'équipe. Cette dernière est l'une des nombreuses voitures pilotées par l'équipe sous la marque Mildren. Max Stewart remporte les championnats australiens de Formule 2 de 1969 et 1970 avec la Mildren Waggott de l'équipe, puis le championnat australien des pilotes de 1971 dans la même voiture, engagée par Alec Mildren Racing dans les premiers tours de la série, puis par Max Stewart Motors dans les manches ultérieures.
Courant pour Alec Mildren au Bathurst Easter de 1967, Kevin Bartlett établit le tout premier tour à 100 mph (161 km/h) du circuit Mount Panorama, alors long de 6,172 km (3,835 mi), établissant un temps de 2 minutes et 17,7 secondes dans une Brabham Coventry-Climax de 2,5 litres lors des championnats de course sur route NSW. Pour ses efforts, Bartlett reçoit 100 bouteilles de champagne, à ajouter aux 20 bouteilles qui lui avaient été décernées pour avoir remporté la pole position avec un temps de 2 minutes et 17,7 secondes. Le même jour, Bartlett mène l'une des Alfa Romeo GTA de Mildren à la victoire dans la course de voitures de tourisme contre la Ford Mustang de Bob Jane qui, tout en ayant un avantage de puissance avec le moteur V8 Ford, a un problème de freins à la fin du 4ème tour. Pendant la course, Bartlett réduit le record du tour en moins de 2,0 litres d'environ 9 secondes, établissant un nouveau temps de 2 minutes et 44,9 secondes. 

## Intérêts commerciaux
Une entreprise familiale de concession de voitures est créée par Mildren en 1953. Elle développe par la suite des partenariats avec Saab et Volvo. L'entreprise Mildren Prestige était en activité jusqu'en 2017.